# Laval-Morency
 Laval-Morency  là một xã ở tỉnh Ardennes, thuộc vùng Grand Est ở phía bắc nước Pháp.